# Spacca
João Spacca de Oliveira (São Paulo, 1964), conhecido profissionalmente como Spacca, é um quadrinista e ilustrador brasileiro.
Começou a carreira como ilustrador, entrando para a agência de publicidade Young & Rubicam do Brasil aos 15 anos de idade. Durante quatro anos criou storyboards para filmes publicitários. Em 1983, depois de concluir os cursos de desenho de comunicação e comunicação visual, foi trabalhar na produtora Briquet Filmes. Animou o personagem Bond Boca, que protagonizava os comerciais do enxaguatório bucal Cepacol.
Estreou como cartunista em 1985, no Pasquim.  No mesmo ano, ganhou um concurso para novos talentos do jornal Folha de S.Paulo, para o qual passou a desenhar charges políticas. Também criou ilustrações para o suplemento infantil Folhinha. Deixou o jornal em 1995.
Foi colaborador das revistas de histórias em quadrinhos Níquel Náusea (ao lado de Fernando Gonsales, Newton Foot e outros) e Front. Atuou também como ilustrador de livros infantis e didáticos, além de trabalhar em publicidade.
Em 1990, produziu uma história de uma página sobre o Walt Disney e a criação do Zé Carioca.
Foi um dos quadrinistas convidados para o álbum MSP 50, em que diversos autores recriaram personagens de Maurício de Sousa, o quadrinista produziu uma história protagonizado pelo dinossauro Horácio.
Atualmente, cria charges para o site Observatório da Imprensa e para o Canal Meio.

## Prêmios
Recebeu o Troféu HQ Mix três vezes: duas como melhor desenhista (2005 e 2007) e uma como melhor roteirista (também em 2005).
Em 2005, no Salão Internacional de Humor de Piracicaba, conquistou o primeiro lugar na categoria Charge.

## Principais obras

### Como quadrinista
- Santô e os pais da aviação — A jornada de Santos-Dumont e de outros homens que queriam voar (Companhia das Letras);
- Debret em viagem histórica e quadrinhesca ao Brasil (Companhia das Letras);
- D. João Carioca — A corte portuguesa chega ao Brasil (1808 - 1821) (Companhia das Letras);
- Jubiabá de Jorge Amado (Companhia das Letras) - quadrinização do romance homônimo de Jorge Amado.
- Uma Aventura de Verne & Mauá - Mil Léguas Transamazônicas, ilustrado por Will

### Como ilustrador
- O Mário que não era de Andrade, de Luciana Sandroni (Companhia das Letrinhas);
- O jogo da parlenda, de Heloísa Prieto (Companhia das Letrinhas);
- A reunião dos planetas, de Marcelo R. L. Oliveira (Companhia das Letrinhas);
- Vice-versa ao contrário, vários autores (Companhia das Letrinhas).